# نیکی بلا
استفنی نیکول گارسیا کولس (به انگلیسی: Stephanie Nicole Garcia-Colace) یک کشتی‌گیر بازنشسته آمریکایی است که با کمپانی دبلیودبلیوای قرارداد دارد و به اسم نیکی بلا معروف بوده است. در ژوئن سال ۲۰۰۷ بلا قراردادی با ورلد رسلینگ اینترتیمنت (دبلیودبلیوای) امضا کرد، و همراه با خواهر دوقلو خود یعنی بری بلا به بخش اف سی دبلیو منتقل شد، آن‌ها به دوقلوهای بلا و دوقلوهای شگفت‌انگیز معروف هستند. نیکی در نوامبر سال ۲۰۰۸ در شوی اسمکدان دیبیو خود به بخش اصلی را انجام داد. نیکی قهرمان دو دوره کمربند دیواز و همچنین طولانی‌ترین قهرمان تاریخ دیواز است.
نیکی در در رنکینگ شماره ۱ از ۵۰ تا تاپ کشتی‌گیر زن برتر سال از نظر پرو رسلینگ ایلستریتد در نوامبر ۲۰۱۵ قرار گرفت، او همچنین کشتی‌گیر زن سال ۲۰۱۵ از نظر رولینگ استون در دسامبر ۲۰۱۵ انتخاب شد، او همچنین جایزه تین چویس آواردز با عنوان بهترین ورزشکار سال را همراه با خواهر خود بری بلا دریافت کرد.

## زندگی اولیه
نیکی بلا ۱۶ دقیقه زودتر از خواهر دوقلوی خود بری بلا به دنیا آمد، نام پدر نیکی جان گارسیا و نام مادر او کتی کولس است، نیکی بلا در سن دیگو-کالیفرنیا به دنیا آمد و در یک مزرعه در اسکاتسدیل-آریزونا بزرگ شد. نیکی‌، تبار مکزیکی و ایتالیایی دارد. او و خواهرش به‌شدت فوتبال بازی کردن را دوست داشتند و در دوران ابتدایی برای باشگاه اسکاتسدیل فوتبال بازی می‌کردند، نیکی در دبیرستان چپرال فارغ‌التحصیل شد در سال ۲۰۰۲، نیکی سپس به سن دیگو رفت برای کالج، نیکی در کالج برای تیم کالج گروسمونت فوتبال بازی می‌کرد، نیکی یک سال بعد به لس آنجلس نقل مکان کرد جایی که اون به عنوان یک پیش خدمت برای هتل Mondrian Hotel کار می‌کرد تا بتواند یک کار حرفه‌ای برای خودش پیدا کند، نیکی سپس رو به مدلینگ و بازیگری و انجام کارهای تبلیغاتی آورد، نیکی برای اولین بار در شبکه Fox reality و در شوی Meet My Folks در تلویزیون ظاهر شد، به دنبال این ظهور نیکی در تلویزیون یک کارگردان تبلیغاتی خواهران بلا را به عنوان دوقلوهای جام جهانی استخدام می‌کند برای تبلیغ کمپانی Budweiser، همچنین خواهران بلا انتخاب شدند تا با کاپ جام جهانی عکس بگیرند و مراسم را برگزار کنند، نیکی و خواهرش بری در سال ۲۰۰۶ در مسابقه بین‌المللی دوقلوهای خوش‌اندام شرکت کردند، خواهران سپس در WWE Diva Search شرکت کردند تا شانس حضور در دبلیودبلیوای را پیدا کنند ولی حذف شدند ولی با اینکه خواهرا حذف شدند ولی دبلیودبلیوای با آن‌ها قرارداد امضا کرد

## کشتی حرفه ای

### آغاز فعالیت رسلینگ در فلوریدا چمپیونشیپ رسلینگ/دبلیودبلیوای
نیکی همراه خواهرش بری قراردادی با کمپانی اف سی دبلیو که زیرمجموعه کمپانی دبلیودبلیوای بود امضا کردند، نیکی دیبیو خودش در رینگ را در روز ۱۵ سپتامبر ۲۰۰۷ به همراه بری در یک هاوس شو اف سی دبلیو مقابل نتی نایدهارت (ناتالیا) و کریسی وین انجام دادند و در این مسابقه که با داوری دیوای سابق کمپانی ویکتوریا انجام شد پیروز شدند. نیکی به سرعت وارد درگیری با نایدهارت و وین شد و تا اکتبر چندین مسابقه با آن دو انجام داد و شخصیت و کاراکتر نیکی و بری به گونه ای بود که وقتی یکی از آن‌ها آسیب می‌دیدند دور از چشم داور جایشان را با یکدیگر عوض می‌کردند و یکی از آن‌ها زیر رینگ قایم می‌شد، نیکی همچنین مسابقات میکسد تگ هم با افرادی مانند کوفی کینگستون و رابرت آنتونی انجام داد و در آن زمان نیکی در سگمنت غیر رسلینگی هیث میلر با نام هپی تور حضور داشت. در آغاز دسامبر ۲۰۰۷ نیکی منیجری دریک لینکین را بر عهده گرفت اما به دلیل اخراج شدن لینکین این استوری لاین زیاد طول نکشید، پس از این اتفاق نیکی و بری درگیری خودشان را با ناتالیا و ویکتوریا ادامه دادند و پس از کال آپ شدن ناتالیا توسط دبلیودبلیوای رزا مندز جایگزین ناتالیا در این درگیری شد و نیکی همچنین در بیکینی کانتست و مسابقاتی با دیگر کشتی گیران اف سی دبلیو شرکت کرد و آخرین حضورش در کمپانی اف سی دبلیو رو در ۲ سپتامبر در یک مسابقه بتل رویال که با پیروزی میس آنجلا همراه بود انجام داد

### خواهران بلا ۲۰۰۸–۲۰۱۱
در ۲۸ اوت سال ۲۰۰۸ در قسمتی از شوی اسمکدان خواهر نیکی بلا یعنی بریانا با نام بری بلا دیبیو خودش در دبلیودبلیوای را انجام داد و ویکتوریا را شکست داد، بری بلا به سرعت وارد اسکریپت درگیری با ویکتوریا و همدستش ناتالیا شد، بری بلا با ناتالیا و ویکتوریا مسابقه‌هایی داد که در هر مسابقه بری بلا از رینگ خارج می‌شد و زیر رینگ می‌رفت و دوباره برمی‌گشت و به این شکل پیروز می‌شد، در ۳۱ اکتبر در قسمتی از شوی اسمکدان هنگامی که بری زیر رینگ رفت ویکتوریا پاهاش را گرفت ولی یک جفت پای دیگر بهش ضربه زد که نشان می‌داد یکی دیگر هم زیر رینگ قایم شده، هفته بعد در شوی اسمکدان بری در مسابقه ای ویکتوریا را شکست داد و سپس به زیر رینگ فرار کرد تا از دست ناتالیا و ویکتوریا فرار کند ولی ناتالیا و ویکتوریا هر دو رفتن که بری بلا را بگیرن در نتیجه دو نفر را از زیر رینگ خارج کردن و اینطور بود که نیکی بلا هم برای اولین بار دیده شد، خواهرا سپس به ناتالیا و ویکتوریا حمله کردند و جشن پیروزی گرفتند، نیکول سپس با نام نیکی بلا در دبلیودبلیوای معرفی شد، دوقلوها اولین مسابقه رسمی خود را به عنوان یک تیم در ۲۱ نوامبر در قسمتی از شوی اسمکدان انجام دادند و ویکتوریا و ناتالیا را شکست دادند، خواهران همین‌طور به مسابقات تگ تیم ادامه دادند تا ماه‌های بعد

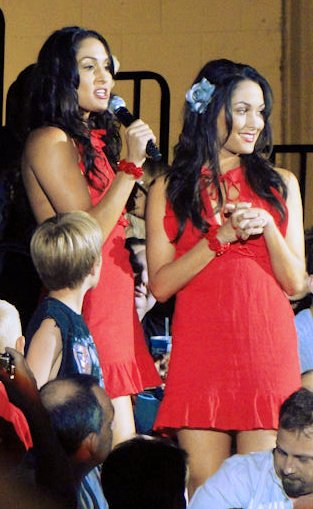
نیکی (چپ) و بری (راست) در طول یک شب از شوی راو در سال ۲۰۰۹

از ماه نوامبر خواهران بلا رابطه ای با گروه د کولونز (کارلیتو و پریمو) روی صفحه شروع کردند و در سگمنت‌های مختلف در پشت صحنه با آن‌ها ظاهر می‌شدند و همچنین با اونا به رینگ میامدند، در فوریه ۲۰۰۹ این استوری لاین گسترش پیدا کرد و د میز و جان موریسون هم به این استوری اضافه شدند و اون‌ها با خواهرا بلا لاس می‌زدند و همچنین با خواهرا برای روز ولنتاین قرار میذارن، این قرار باعث رقابت بین کارلیتو و پیریمو مقابل میز و جان موریسون و چهار رقابت برای عشق به خواهران بلا میشه ولی خواهرا در انتخاب بین اونا ناتوانن، در ۱۷ مارس در ای سی دبلیو پیریمو و کارلیتو میز و موریسون رو مورد هدف قراردادند ولی به‌طور اشتباهی کارلیتو رو صورت بری بلا سیب تف کرد که نیکی خندش گرفت که این باعث جنگ و درگیری بین نیکی و بری شد، در نهایت نیکی به موریسون و میز پیوست و بری با پریمو و کارلیتو ماند و نیکی به شخصیت هیل تبدیل شد، در نهایت بری بلا توانست در اولین جدالش با نیکی پیروز شود در یک مسابقه ۶ نفره بین بری بلا و کارلیتو و پریمو مقابل نیکی بلا و میز و جان موریسون در اسمکدان هفته بعد، نیکی هم در ۳۱ مارس در ای سی دبلیو برای اولین بار خواهرش بری بلا را با کمک میز و جان موریسون شکست داد، در ۱۵ آوریل ۲۰۰۹ خواهران بلا هر دو به برند راو درفت شدند در طول درفت سوپراستاران در سال ۲۰۰۹، بری بلا دیبو خودش در شوی راو را انجام داد و در یک مسابقه تگ تیم ۸ نفره شرکت کرد و پیروز شد، همچنین نیکی هم دوباره با خواهر خودش وارد مسابقات شد و باهم همکاری می‌کردن و نیکی زیر رینگ می‌رفت و در مسابقات به بری کمک می‌کرد که دوباره نیکی به شخصیت فیس تبدیل شد، نیکی هم ماه بعد در بتل رویالی شرکت کرد اما توسط بث فینکس حذف شد. در ۲۹ ژوئن ۲۰۰۹ دوقلوها هر دو به برند ای سی دبلیو منتقل شدند، خواهران بلا همون شب در برنامه Abraham Washington به عنوان مهمان ویژه دعوت شدند، خواهران سپس سریعاً وارد فیودی با کیتی لی برچیل شدند زمانیکه نیکی در طول مسابقه جایش را با بری عوض کرد پشت سر داور که باعث شد برنده شوند، هفته بعد بری در شوی سوپراستار توانست در یک جابجایی دیگر برچیل رو شکست دهد، در نهایت وقتی نیکی در سپتامبر برچیل رو شکست داد این دشمنی پایان یافت

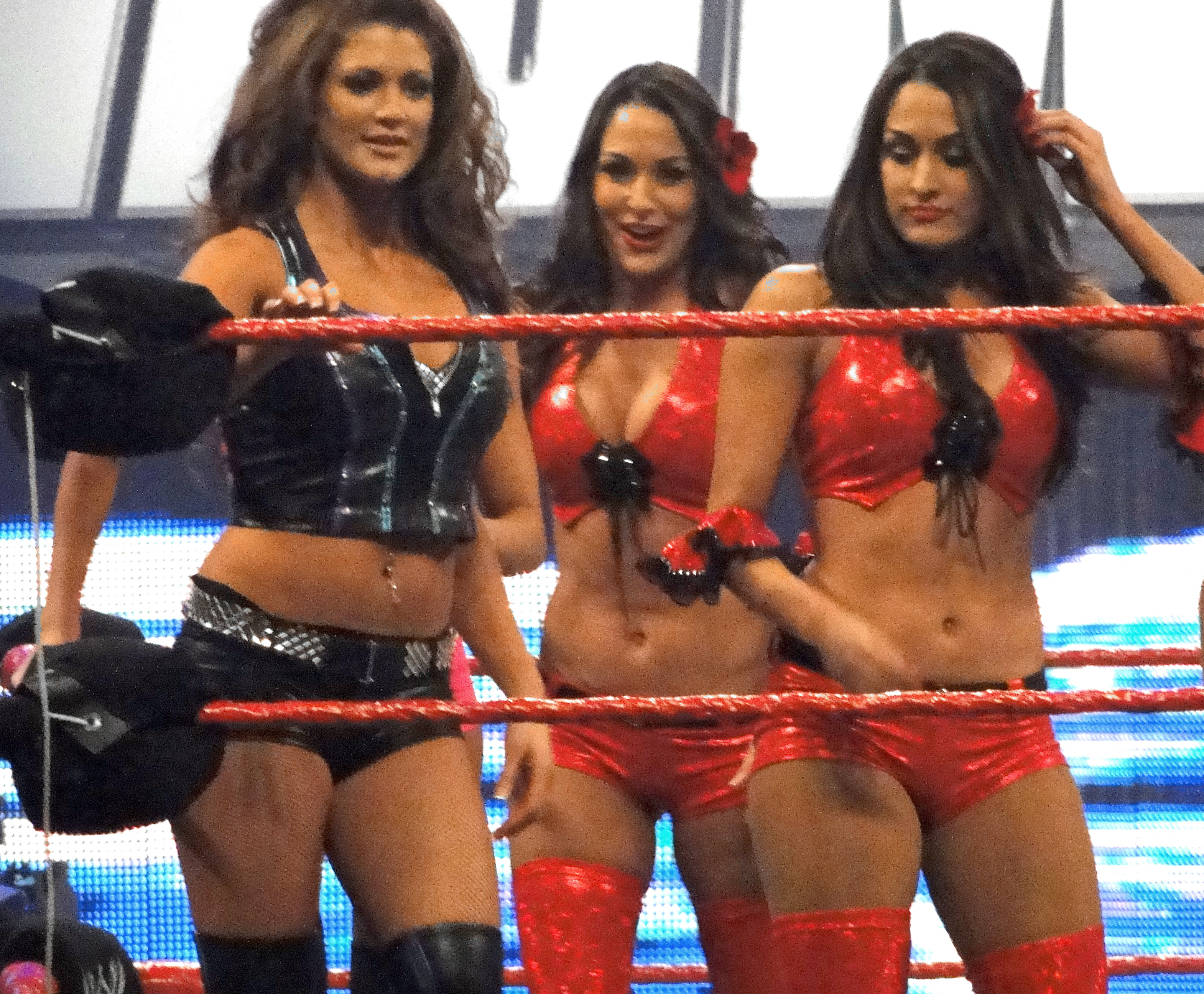
ایو تورس و خواهران بلا در رویداد رویال رامبل ۲۰۱۰

در ۱۲ اکتبر خواهران بلا دوباره به برند راو برگشتند، جایی که آن‌ها عمدتاً در پشت صحنه ظاهر می‌شدند در بخش‌هایی با مهمان‌های هفتگی شوی راو، در ۴ ژانویه ۲۰۱۰ در قسمتی از شوی راو بری بلا در مسابقه کمربند دیواز که هیچ صاحبی نداشت شرکت کرد ولی در دور اول به ماریس باخت وقتی که بری جایش را با نیکی عوض کرد و منجر شد نیکی پین شود، در ژوئن ۲۰۱۰ خواهران بلا فیودی با جیلیان هال شروع کردند، این فیود هنگامی شروع شد که بری بلا در حین مسابقه جایش را با نیکی عوض کرد که این کار باعث پیروزی خواهران شد، هفته بعد اینبار نیکی مقابل هال قرار گرفت که نیکی پس از تعویض جایش با بری هال را شکست داد، این فیود زمانی به اوج خودش رسید که دوقلوها داور ویژه یکی از مسابقات هال شدند، در طول مسابقه هال به دوقلوها حمله کرد اما در نهایت نیکی با انجام سریع شمارش، باعث شکست هال در برابر گیل کیم شد. هفته بعد در شوی سوپراستار دوقلوها هال و ماریس رو شکست دادند و این استوری لاین به پایان رسید، در ۳۱ اوت دوقلوهای بلا اعلام کردند بخشی از زنان فصل سوم ان اکس تی خواهند بود و جیمی رو حمایت می‌کنند، جیمی اولین دیوا تازکاری بود که در ۵ اکتبر از مسابقات حذف شد، در ماه نوامبر دوقلوها وارد یک استوری لاین با دنیل برایان شدند، شروع این استوری هنگامی بود که بری بلا دنیل برایان را به رینگ برای مسابقه برایان همراهی کرد، بعد از پیروزی برایان نیکی وارد شد و با خواهرش سر جلب توجه برایان دعوا کردند که برایان هم همزمان هردوی آن‌ها را بغل کرد، خواهران بلا سپس بیش از ۲ ماه دنیل برایان رو در اکثر مسابقاتش همیاری کردند، در ژانویه ۲۰۱۰ خواهران بلا برای اولین بار در طول کریر حرفه‌ای خودشون همزمان به شخصیت‌های هیل تبدیل شدند زمانی که در بک استیج دیدن برایان در حال بوسیدن گیل کیم دیدند و خواهرا هم به گیل کیم حمله کردند، خواهرا همچنان به حمله کردن به کیم ادامه دادند هم در رویال رامبل ۲۰۱۱ و هم در شوی راو و بالاخره در روز ۷ فوریه بلاها با ملینا در برابر گیل کیم، ایو تورس و تأمینا شکست خوردند

### قهرمانی کمربند دیواز ۲۰۱۱–۲۰۱۲

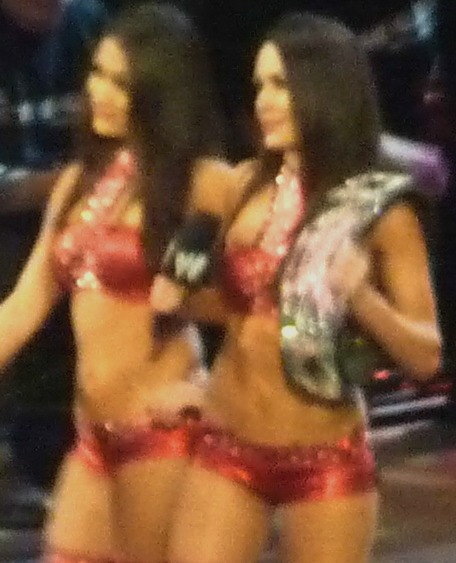
بری بلا (راست) نیکی بلا (چپ) در طول دوران قهرمانی در آوریل ۲۰۱۱

خواهرای بلا وارد فیودی با ایو تورس شدند زمانی که این فیود شکل گرفت که در ۱۴ فوریه در قسمتی از شوی راو دوقلوها به عنوان لامبرجک در مسابقه سر کمربند قهرمانی دیواز بین ایو تورس و ناتالیا شرکت کردند، بعد مسابقه نیکی و بری در پشت صحنه به تورس حمله کردند تا اینکه کیم و ناتالیا وارد عمل شدند و خواهران را متوقف کردند، هفته بعد بلاها مقابل تورس و کیم قرار گرفتند در یک مسابقه تگ تیم که نیکی و بری پیروز شدند، هفته بعد نیکی بلا پیروز یک مسابقه بتل رویال شد و تبدیل به نامبر وان کانتندر برای کسب کمربند دیواز شد نیکی در نهایت در ۷ مارس مقابل ایو تورس سر کمربند دیواز قرار گرفت ولی نیکی در چالش ناموفق بود و نتوانست کمربند دیواز را صاحب شود، در ۱۱ آوریل نیکی به بری کمک کرد تا تورس را شکست دهد تا برنده کمربند دیواز شود و این اولین باری بود که دوقلوها در دبلیودبلیوای قهرمان شدند، در نهایت بری بلا مقابل کلی کلی سر کمربند دیواز در پی پر ویو اور د لیمت ۲۰۱۱ قرار گرفت که این بار هم نیکی با عوض کردن جایگاهش با بری دور از دید داور به خواهرش کمک کرد از عنوان دیواز خودش محافظت کند، با این حال بری بلا قهرمانی خودش را در برابر کلی کلی در یک قسمت ویژه از شوی راو که با رأی مردم انتخاب می‌شد در روز ۲۰ ژوئن از دست داد و بری موفق شد ۷۰ روز کمربند را نزد خودش نگه دارد، در مسابقه ریمچ هم بین بری بلا و کلی کلی درمانی این د بنک ۲۰۱۱ بری ناموفق بود، دوقلوها بقیه سال را اکثراً به صورت تگ تیم سپری کردند و معمولاً با کلی کلی و تورس روبرو می‌شدند، خواهران برای دومین بار از آغاز ورودشان به کمپانی در ماه مارس ۲۰۱۲ شروع به اختلاف با هم کردند پس از اینکه هر دو در مسابقات جداگانه به ای جی لی باختند، بعد از مسابقه بری با ای جی، نیکی فاش کرد که بری برای تیم جانی و خودش برای تیم تدی در رسلمینیای ۲۸ در مسابقه ۱۲ نفره مردان کار خواهند کرد که اینگونه بود که اختلاف شدت گرفت. در ۶ آوریل در قسمتی از شوی اسمکدان نیکی توانست قهرمان دیواز بث فینیکس را با کمک کلی کلی شکست دهد، سپس در ۲۳ آوریل در قسمتی از شوی راو نیکی در مسابقه‌ای لامبرجک فینیکس را شکست داد و برای اولین بار قهرمان دیواز شد، بعد از تنها یک هفته در مسابقه ای سر کمربند دیواز در پی پر ویو اکستریم رولز با لیلا نیکی جایش را با بری عوض کرد ولی بری باخت و کمربند نیکی به لیلا رسید، شب بعد در شوی راو ۲۰۱۲ یعنی دقیقاً یک روز بعد از پی پر ویوی اکستریم رولز، خواهران بلا و لیلا در یک ریمچ سه نفره، موفق به کسب تایتل دیواز نشدن، این باعث شد که به پشت صحنه برن و مشاور جنرال منیجر در اون زمان، که ایو تورس بود خواهران بلا را اخراج کرد، ایو دلیل اخراج شدن خواهران را کمبود بودجه و وضعیت اقتصادی ضعیف کمپانی توضیح داد ولی حقیقت پشت اخراج شدن آنها، در واقع درخواست خواهران بلا برای جدا شدن از کمپانی، بعد از تمام شدن قراردادشان بود

### مسیرهای مستقل ۲۰۱۲–۲۰۱۳
در ۱ می ۲۰۱۲ دوقلوها در اولین نمایش کشتی مستقل خودشان در نیویورک در نورتیست رسلینگ ظاهر شدند سپس دوقلوها در سی تی دبلیو ای ظاهر شدند در فصل بیتینگ پی پر ویو در ۱۵ دسامبر که هر کدوم از خواهران یک کشتی‌گیر را به رینگ همراهی کردند.

### بازگشت به دبلیودبلیوای/توتال دیواز ۲۰۱۳–۲۰۱۴

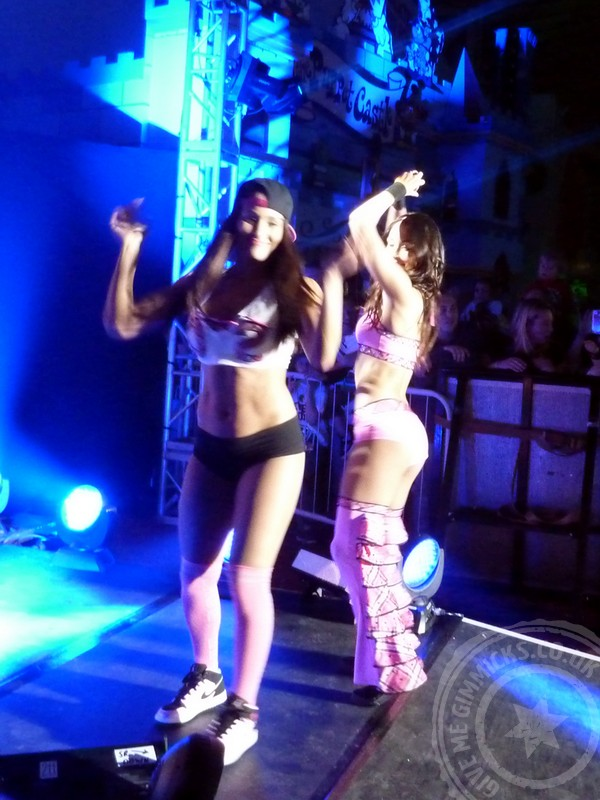
خواهران بلا بعد برگشت به دبلیودبلیوای شروع به پوشیدن لباس‌های متفاوت از همدیگر کردن (همان‌طور که در تصویر دیده می‌شود)

خواهران بلا در ۱۱ ماری ۲۰۱۳ در شوی راو به دبلیودبلیوای برگشتند و در پشت صحنه با تیم کودی رودز و دیمین سندو وارد یه استوری لاین شدند، در شوی اسمکدان ۱۵ مارس خواهران بلا به نیومی و کمرون (تیم فانکدکتلز) در پشت صحنه حمله کردند و در هفته‌های بعدی هم در مسابقات تیم کودی و دیمین در مقابل کلی و تنسای دخالت کردند ولی توسط نیومی و کمرون متوقف شدند اولین مسابقه خواهران بعد از ۱۸ ماه را در شوی مین ایونت در مقابل نیومی و کمرون انجام دادن و پیروز هم شدند، همچنین در شوی راو، یعنی ۵ روز بعد آن، دوباره نیومی و کمرون را شکست دادند، خواهران بلا، کودی رودز و دیمین سندو قرار بود در پی پر ویوی رسلمینیا ۲۹ در مقابل کمرون، نیومی، کلی و تنسای قرار بگیرن، ولی مسابقه آن‌ها به دلیل کمبود وقت حذف شد و به جای آن شب بعد در شوی راو این مسابقه اتفاق افتاد که خواهران بلا شکست خوردند، رقابت خواهران بلا و نیومی و کمرون تا ماه آوریل ادامه داشت، و اکثراً خواهران بلا پیروز بودند، در ماه ژوئن نیکی از قسمت مچ پا مصدوم شد. با منتشر شدن سریال تلویزیونی توتال دیواز نیکی و بری بلا شروع به رقابت با ناتالیا کردند، به دلیل مصدومیت جدی نیکی، بری در مسابقات شرکت می‌کرد، در ادامه بازیگران سریال توتال دیواز، با قهرمان دیواز در آن زمان، یعنی ای جی لی، رقابت جدیدی را شروع کردند و خواهران بلا در این حین فیس شدند، نیکی در شوی اسمکدان به تاریخ ۲۵ اکتبر، به مسابقات داخل رینگ بازگشت و در اولین مسابقه خود به ای جی لی باخت در پی پر ویوی سروایور سریز ۲۰۱۳، خواهران بلا که جزوی از تیم توتال دیواز بودن، در مقابل تیم ترو دیواز قرار گرفتند که موفق به کسب پیروزی شدند و در شوی راو، خواهران بلا برنده جایزه اسلمی (Slammy) برای دیوای سال (Diva of the year) شدند، در ۶ آوریل ۲۰۱۴ خواهران بلا در رسلمینیا ۳۰ برای تایتل دیواز در یک مسابقه ۱۴ نفره مسابقه دادند که برنده مسابقه ای جی لی شد. در همان ماه بری وارد استوری لاین شوهرش، یعنی دنیل براین، استفنی مکمن و کین شد. استفنی بری بلا رو تهدید کرد که اگه دنیل بر این تایتل قهرمانی سنگین‌وزن دبلیودبلیوای رو پس ندهد بری از کمپانی اخراج می‌شود، که باعث شد بری سیلی محکمی به استفنی بزند و کمپانی را ترک کند، بعد از رفتن بری استفنی نیکی بلا را در چندین مسابقه سه و چهار نفر بر یک نفر قرار داد که نیکی بازنده همه مسابقات بود. بعد از ۱ ماه، بری به دبلیودبلیوای برگشت و در قسمت طرفداران نشست که استفنی مکمن وارد شد و شروع به توهین به بری کرد که در نهایت سیلی به بری زد و بری باعث دستیگر شدن استفنی به علت تجاوز به حریم طرفداران شد. استفنی بری را دوباره در کمپانی استخدام کرد و به درخواست بری یک مسابقه در پی پر ویوی سامراسلم به بری در مقابل خودش داد در این مسابقه نیکی تبدیل به شخصیت هیل شد و به خواهرش خیانت کرد، با اینکار استفنی برنده مسابقه شد. در هفته‌های آینده نیکی و بری درگیری‌های مختلفی در پشت صحنه و داخل رینگ داشتند. استفنی نیکی را رهبر دیواهای دبلیودبلیوای معرفی کرد و نیکی در پی پر ویوی نایت اف چمپیونز برای تایتل دیواز در مقابل پیج و ای جی لی قرار گرفت ولی موفق به کسب تایتل نشد، بعد از اون نیکی بری را مجبور به رقابت در مسابقه‌های سه و چها نفر بر یک نفر کرد، با این تفاوت که بری قادر به برنده شدن آن‌ها بود. با این اتفاقات نیکی و بری در پی پر ویوی هل این ا سل مسابقه دادند با این شرط که بازنده این مسابقه به مدت یک ماه دستیار شخصی برنده می‌شد و نیکی برنده مسابقه بود. ۵ روز بعد از این اتفاق، نیکی برنده یک بتل رویال به مناسبت هالووین شد که باعث شد یک مسابقه برای تایتل دیواز در پی پر ویوی سروایور سریز ۲۰۱۴ دریافت کند.

### طولانی‌ترین قهرمان تایتل دیواز ۲۰۱۴–۲۰۱۵
نیکی بلا در پی پر ویوی سروایور سریز با کمک بری بلا موفق به برنده شدن تایتل دیواز شد، در این حین نیکی و بری دوباره تیم بلا توینز را تشکیل دادند و مثل نیکی بری هم تبدیل به شخصیت هیل شد، نیکی ۳ بار از تایتل خودش دفاع موفق کرد، یکی در مقابل ای جی لی در پی پر ویوی تی ال سی ۲۰۱۴، دومی در مقابل نیومی در شوی اسمکدان و آخری در مقابل پیج در پی پر ویوی فست لین ۲۰۱۵ بود، در ادامه ماه، پیج و ای جی لی در رقابت با خواهران بلا قرار گرفتند و در یک مسابقه تگ تیم ۲ به ۲ در پی پر ویوی رسلمینیا ۳۱ خواهران بلا از ای جی لی و پیج شکست خوردند.

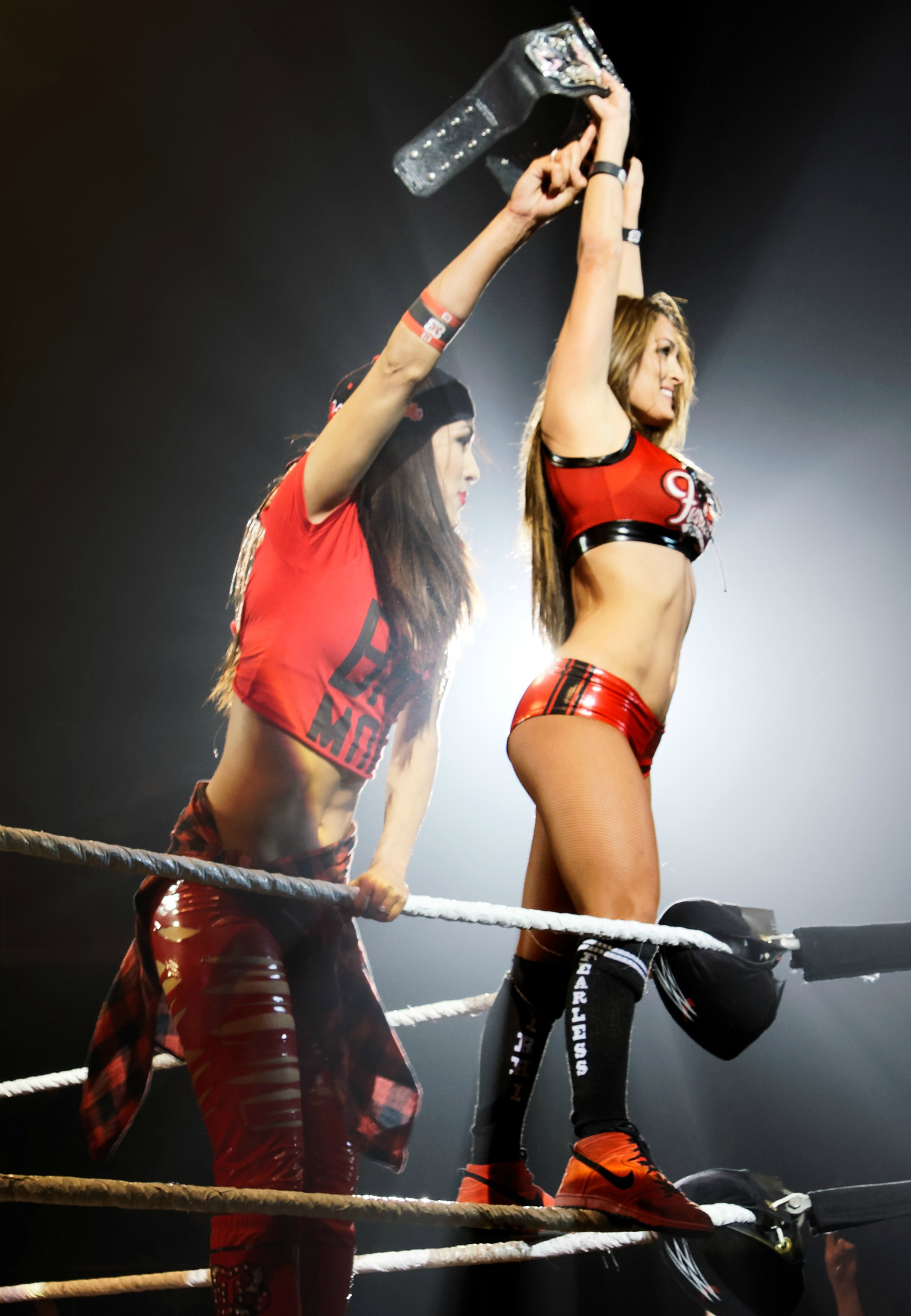
نیکی (راست) به عنوان قهرمان دیواز به همراه خواهرش بری (چپ) در طول لایو ایونت دبلیودبلیوای در آوریل ۲۰۱۵

در ۲۶ آوریل، نیکی با موفقیت از تایتلش در مقابل نیومی دفاع کرد و باعث شروع شدن رقابت بین نیومی و تأمینا شد که در پی پر ویوی پیبک ۲۰۱۵ خواهران بلا از نیومی و تأمینا شکست خوردند. دو هفته بعد، در پی پر ویوی المنیشن چمبر، نیکی دوباره با موفقیت از تایتل خودش در مقابل پیج و نیومی دفاع کرد، نیکی دو بار دیگر از تایتلش در مقابل پیج در شوی راو و پی پر ویوی مانی این د بنک ۲۰۱۵ با موفقیت و دخالت‌های بری دفاع کرد، در این حین آلیشا فاکس به خواهران بلا پیوست و هر سه نفر تیم بلا رو تشکیل دادند، در رویداد د بست این د ایست در ژاپن، نیکی بلا با موفقیت از تایتلش در مقابل پیج و تأمینا دفاع کرد. بعد از چندین هفته سلطنت خواهران بلا، استفنی مکمن در شوی راو از نیکی درخواست یک انقلاب در بخش زنان کرد، که باعث شد شارلت فلیر، ساشا بنکس و بکی لینچ به راو وارد بشن و تیم B.A.D (که شامل ساشا بنکس و تامینا و نیومی بود) و تیم PCB (که شامل پیج، شارلت و بکی لینچ بود) رو تشکیل بدن، همون شب هر سه تیم باهم درگیر شدن. نیکی دو هفته متوالی در مسابقات مختلف به ساشا بنکس و شارلت فلیر باخت. هر سه تیم در پی پر ویوی سامراسلم ۲۰۱۵ در یک مسابقه حذفی ۳ تیمی، مبارزه کردن که برنده‌های این مسابقه پیج، شارلت فلیر و بکی لینچ بودند. نیکی در شوی راو به تاریخ ۲۴ سپتامبر، از تایتلش در مقابل شارلت دفاع کرد، در این مسابقه، نیکی و بری از ترفند Twin Magic استفاده کردند، که بری بجای نیکی وارد مسابقه شد و باعث باخت نیکی شد، با این حال استفنی مکمن وارد سالن شد و اعلام کرد که تایتل بر اساس قانون دیسکوالیفیکیشن همچنان متعلق به نیکی بلا هستش، با این کار نیکی با شکستن رکورد ای جی لی، تبدیل به طولانی‌ترین قهرمان تایتل دیواز شد. بالاخره در پی پر ویوی نایت اف چمپیونز ۲۰۱۵ بعد از ۳۰۱ روز قهرمانی دیواز، نیکی تایتل دیواز خود را به شارلت باخت و در مسابقه برگشت آنها، یعنی در پی پر ویوی هل این ا سل موفق به کسب دوباره تایتل دیواز نشد. کمی بعد، نیکی از ناحیه گردن شدیداً مصدوم شد و برای انجام جراحی از مسابقات داخل رینگ خارج شد، با این حال چند روز بعد، نیکی برنده جایزه اسلمی، برای دیوای سال (Diva of the year) شد و فقط یک شب برای دریافت جایزش برگشت، نیکی در یک حضور کوتاه در رویداد رسلمینیای ۳۲ ظاهر شد در سوم آوریل ۲۰۱۶ که بعد از پیروزی خواهرش در یک مسابقه تگ تیم ۱۰ نفره زنان به خواهرش پیوست و با خواهرش خوشحالی کرد، در ماه ژوئن نیکی اعلام کرد که او دیگر از فینیشر خود رک اتک استفاده نمی‌کند و با کمک شوهر خواهرش دنیل برایان از یه فینیشر جدید استفاده می‌کند، در ۲۱ ژوئیه مشخص شد نیکی می‌تواند به رینگ دبلیودبلیوای برگردد و نیکی تمریناتش را در مرکز تمرینات دبلیودبلیوای ادامه داد.

### دنبال کردن تایتل‌های مختلف ۲۰۱۶–۲۰۱۹

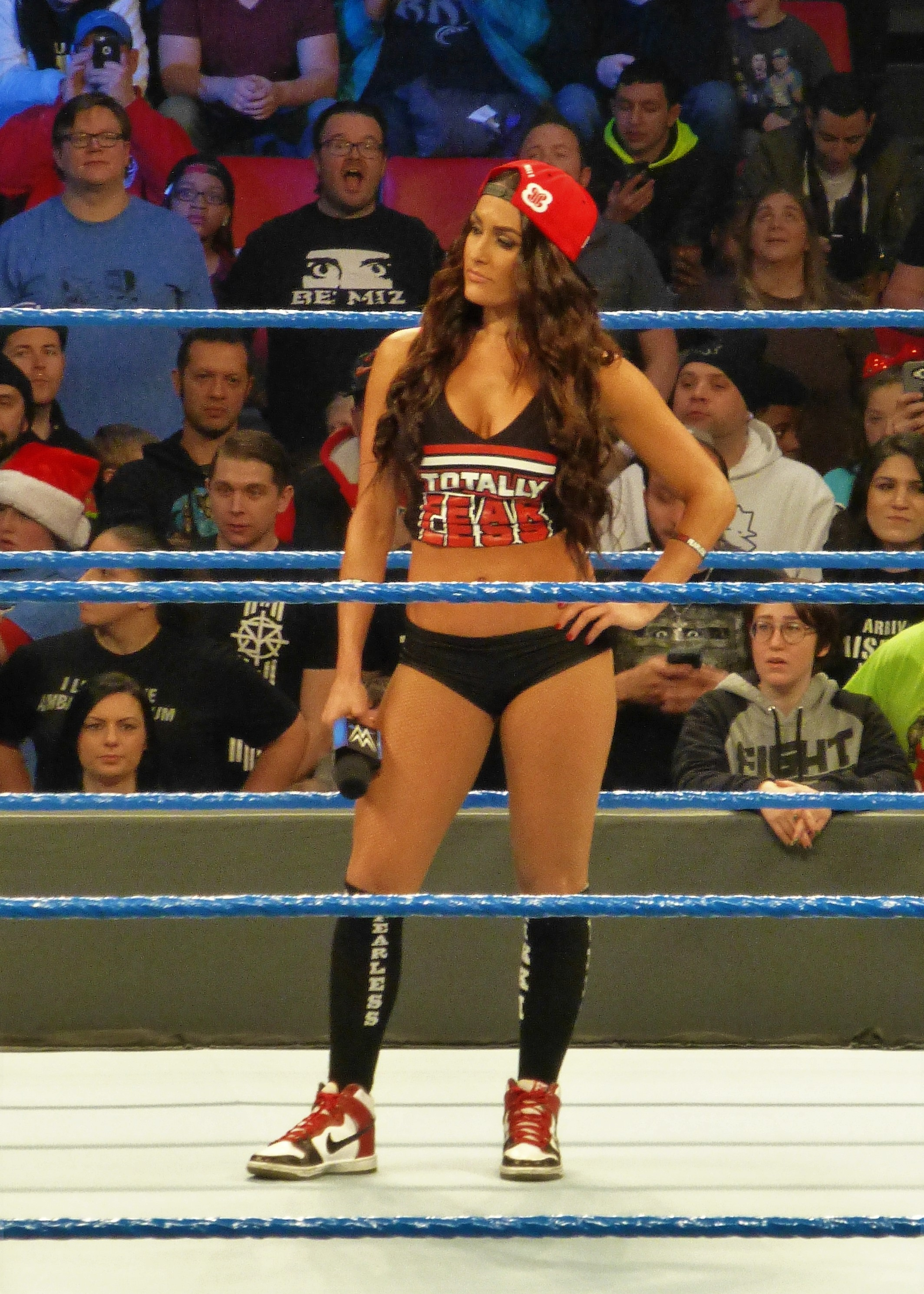
نیکی در دسامبر ۲۰۱۶

در ۲۱ اوت ۲۰۱۶ نیکی به عنوان سوپرایز در پی پر ویوی سامراسلم ۲۰۱۶ به عنوان یک شخصیت هیل به کمپانی برگشت، و با ناتالیا و الکسا بلیس در مقابل بکی لینچ، نیومی و کارملا قرار گرفت که برنده مسابقه بودن دو روز بعد، در شوی اسمکدان نیکی به یک شخصیت فیس، برای اولین بار از سال ۲۰۱۴ تبدیل شد و با کارملا وارد رقابت شد که پیروز بود. در پی پر ویوی بکلش ۲۰۱۶، نیکی در یک مسابقه ۶ نفره برای تایتل وومنز اسمکدان حضور داشت، ناتالیا را حذف کرد ولی توسط کارملا حذف شد و بکی لینچ برنده مسابقه بود. در شوی اسمکدان به تاریخ ۲۵ اکتبر، نیکی بلا، ناتالیا را شکست داد و کاپیتان تیم زنان اسمکدان برای سروایور سریز ۲۰۱۶ شد، اما شب مسابقه، توسط ناتالیا در پشت صحنه مصدوم شد و در مسابقه حضور پیدا نکرد. نیکی و ناتالیا در هفته‌های آینده اسمکدان رقابت جدیدی را شروع کردند، در پی پر ویوی رویال رامبل ۲۰۱۷، نیکی بلا، بکی لینچ و نیومی در مقابل ناتالیا، الکسا بلیس و میکی جیمز قرار گرفتند که تیم نیکی برنده بود، در آخرین مسابقه از رقابت نیکی و ناتالیا که یک مسابقه فالز کانت انیور بود، ناتالیا با کمک ماریس برنده مسابقه شد، در ۲۶ فوریه، در شوی اسمکدان، نیکی بلا به دوست پسر واقعیش یعنی جان سینا ملحق شد و با د میز و ماریس وارد رقابت شدن، که مسابقه آن‌ها به رسلمینیای ۳۳ کشیده شد و نیکی بلا و جان سینا پیروز مسابقه شدند، همان شب و بعد از مسابقه، جان از نیکی درخواست ازدواج کرد و نیکی قبول کرد. نیکی و بری بلا در ۲۲ ژانویه ۲۰۱۸، در مراسم بیست و پنجمین سالگرد شوی راو به عنوان دوتا از بزرگترین و مهم‌ترین زنان شوی راو حضور پیدا کردند. دو روز بعد، نیکی و بری هر دو در اولین مسابقه رویال رامبل زنان حاضر شدند، نیکی در شماره ۲۷ وارد شد، خواهرش بری بلا و نایا جکس و دو نفر دیگر را حذف کرد و خودش توسط آسکا به عنوان آخرین نفر حذف شد، نیکی کلا ۱۶ دقیقه و ۳۰ ثانیه در رینگ دوام آورد. در ماه اوت هر دو دوقلوها در پی پر ویو سامراسلم ۲۰۱۸ ظاهر شدند و حمایت خودشان را از رندا روزی در مسابقه خود با الکسا بلیس نشان دادند، در ماه سپتامبر نیکی و بری در شوی راو حاضر شدند و با رایت اسکواد (روبی رایت، لیو مورگن و سارا لوگن) وارد یک رقابت شدند که در مسابقات دو نفره و تک نفره پیروز بودند. در پی پر ویوی سوپر شو دون، نیکی و بری و راندا راوزی در مقابل رایت اسکواد قرار گرفتن که تیم نیکی برنده شد. دو روز بعد، در شوی راو، دوباره این مسابقه اتفاق افتاد و دوباره تیم نیکی برنده شد. بعد از مسابقه، نیکی به راندا حمله کرد و تبدیل به شخصیت هیل شد، مسابقه راندا و نیکی برای تایتل وومنز راو در پی پر ویوی اوولوشن ثبت شد، ولی نیکی موفق به شکست دادن راندا نبود، در قسمت پایانی فصل سوم ریالیتی شوی توتال بلاز به تاریخ ۲۴ مارس ۲۰۱۹ نیکی بلا بازنشستگی خود را از دنیای کشتی کج اعلام کرد و گفت بدن او دیگر توانایی این کارهای سخت را ندارد و قصد دارد در ادامه روی برندهای شخصی خودش کار کند. در ۲۰ ژوئن ۲۰۱۹ اعلام شد نیکی بلا در مغزش کیست دارد و دلیل اصلی بازنشستکی او مشخص شد.

## سایر رسانه‌ها
قبل پیوستن به دبلیودبلیوای خواهران بلا در برنامه کمدی "Meet My Folks" شرکت کردند، هر دو دوقلو نیز همچنین در موزیک ویدیو گروه اتریو "Right Side of the Bed" ظاهر شدند، همچنین نیکی و بری بلا هردو در موزیک ویدیوی"Na Na" از تری سانگز در سال ۲۰۱۴ ظاهر شدند، این دوقلوها در ماه اکتبر ۲۰۱۲ در شوی کمدی کلیپ "Ridiculousness" به عنوان مهمان ظاهر شدند.
نیکی بلا و بری بلا در برنامه کمدی درام Psych به عنوان مهمان دعوت شدند در سال ۲۰۱۴ در قسمت "A Nightmare on State Street"، نیکی و بری بخشی از بازیگران اصلی ریالیتی شوهای توتال دیواز هستند که در ماه ژوئیه سال ۲۰۱۳ توتال دیواز شروع به پخش کرد، همچنین این دو خواهر ریالیتی شویی مخصوص خودشان با عنوان "Total Bellas" را دارند که این نمایش هم در ۵ اکتبر ۲۰۱۶ بر روی شبکه E برای اولین بار به نمایش رفت، نیکی و بری بلا در سال ۲۰۱۴ در فیلم "Confessions of a Womanizer" به عنوان ستاره فیلم ظاهر شدند، بلاها در کارتون The Flintstones & WWE: Stone Age SmackDown برای نقش خودشون صدا پیشه شدند در سال ۲۰۱۵، هر دو دوقلو در نمایش یوتیوب دبلیودبلیوای نمایش جی بی ال و کول نشان ظاهر شدند، نیکی در مراسم "Miss USA 2013" به عنوان یکی از داورها انتخاب شد، نیکی و بری بلا در مراسم "۲۰۱۴ MTV Europe Music Awards" هم ظاهر شدند جایی که آن‌ها جایزه بهترین زن را اهدا کردند، دوقلوها هر دو برای ورزشکار زن سال "2015 Teen Choice Awards" به عنوان نامزد انتخاب شدند، خواهران سپس در مراسم "2016 Teen Choice Awards" سال بعد برنده شدند و جایزه ورزشکار زن سال رو به خودشان اختصاص دادند.
در ۲۱ نوامبر سال ۲۰۱۶ که تولد خواهران بلا هم بود نیکی و بری یک چنل یوتیوب برای خودشان درست کردند با نام "The Bella Twins" که خواهران ویدیوهایی مثل ورزش کردنشان، مسافرت رفتنشان، آرایش کردن، سبک لباس، ارتباط با خانواده و مردانشان، ویدیوهای سلامت و … همراه با ویدیو بلاگ‌های روزانه توسط خواهران بلا به اشتراک گذاشته می‌شد.
خواهران بلا در ویدیوی (وقتی کسی داره تلاش میکنه بهترین دوست پسرتو ازت بگیره) لیلی سینگ یک یوتیوبر بزرگ در ۲ مارس ۲۰۱۷ شرکت کردند.
در ۲۱ اوت ۲۰۱۷ نیکی بلا و بری بلا برند شراب خودشان را با نام "بل ریدیچی" با همکاری "Hill Family Estates" که تولیدکننده انگور است و "Gauge Branding" راه اندازی کردند.
در تاریخ ۶ سپتامبر ۲۰۱۷ نیکی بلا به عنوان یکی از مشهورترین افراد اعلام شد که در فصل بیست و پنجم مسابقات رقص "Dancing with the Stars" رقابت خواهد کرد، نیکی همراه با رقصنده حرفه‌ای آرتم چیگوینتسو همکاری کرد و آن‌ها از خیلی از مراحل عبور کردند، با این حال نیکی در ۳۰ اکتبر ۲۰۱۷ حذف شد.
در ۱ نوامبر ۲۰۱۷ نیکی و بری برند جدیدی به اسم «بیردی بی» را راه اندازه کردند، این برند جدید یک برند لباس و لباس زیر زنانه است، این خط تولید شامل تدابیر انتقالی، لباس راحتی و لباس شبانه با هدف توانمندسازی و آموزش زنان، اشتیاق به زندگی، قدرت، سلامتی زنان و لذت به زندگی از طریق خواهران بود.
در تاریخ ۲۸ ژانویه ۲۰۱۹ نیکی و بری برند سوم خودشان را هم راه اندازی کردند، نام این برند نیکول + برایزی است که برندی برای محصولات آرایشی بهداشتی است.
در ۲۷ مارس ۲۰۱۹ نیکی و بری پادکست مخصوص خود را راه اندازی کردند.
نیکی در ۹ بازی ویدیویی دبلیودبلیوای هم ظاهر شده، نیکی در WWE SmackDown! vs. Raw 2010 برای اولین بار در بازی‌های دبلیودبلیوای وارد شد، و سپس در بازی‌های WWE SmackDown vs. Raw 2011، WWE 12، WWE 13، WWE 2K14، WWE 2K15، WWE 2K16، WWE 2K17، WWE 2K18 و بازی WWE 2K19 ظاهر شد.
در تاریخ ۲۳ مه ۲۰۱۸ نیکی بلا در نسخه سلبریتی از مسابقات "American Ninja Warrior" شرکت کرد.

## زندگی شخصی

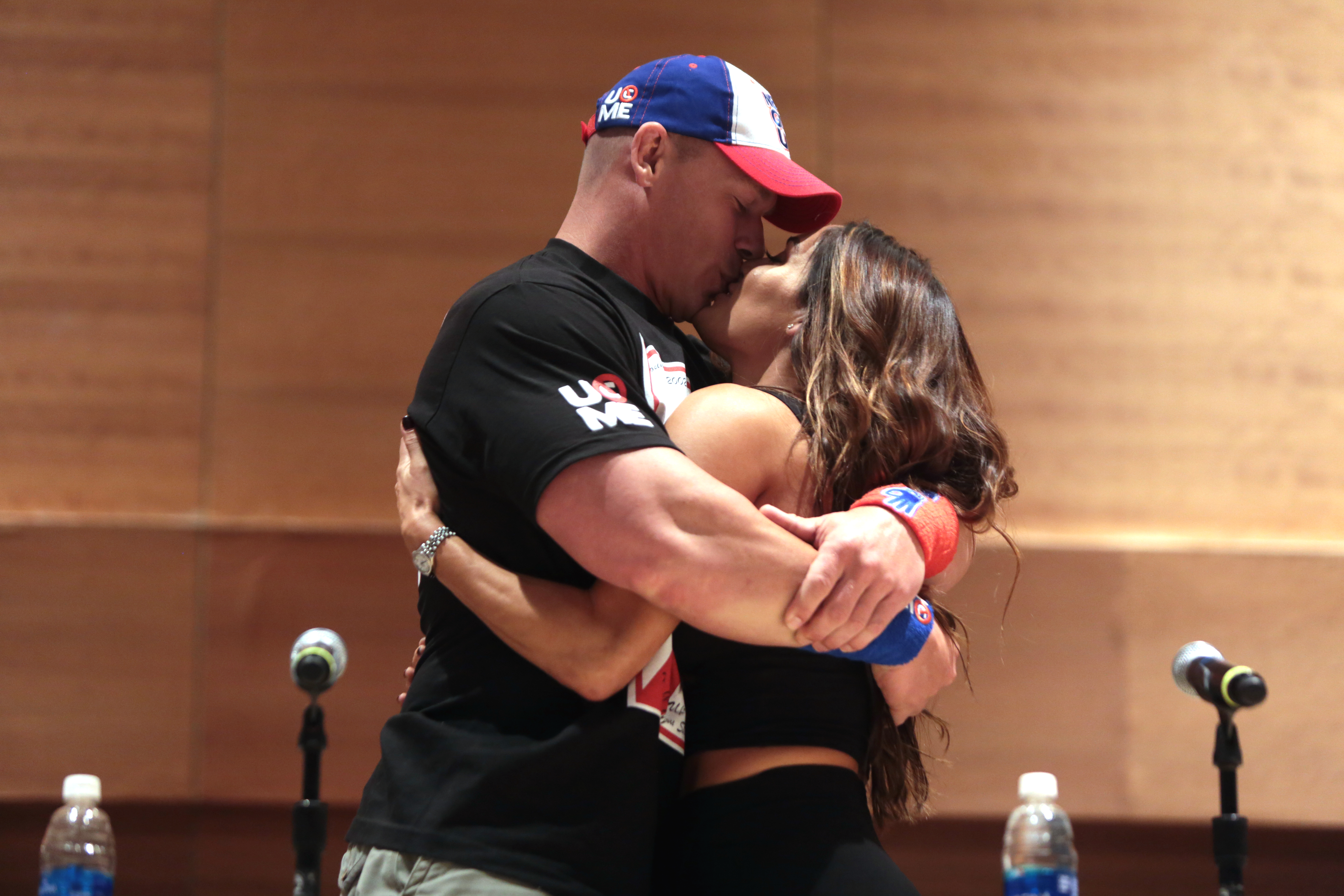
نیکی بلا و جان سینا یکی از معروف‌ترین زوج‌های آمریکا بودند و هواداران یک ترکیب اسمی برای آنها درست کردند و آنها را نینا معرفی کردند

در ماه مه ۲۰۱۴ نیکی در برنامه ریالیتی شوی توتال دیواز نشان داد که او در سن ۲۰ سالگی یک بار ازدواج کرده که سه سال بعد طلاق گرفت.
نیکی در سال ۲۰۱۲ با جان سینا وارد ارتباط شد، این زوج در ۲ آوریل ۲۰۱۷ نامزد کردند هنگامی که سینا و نیکی مسابقه خودشان در رسلمینیای ۳۳ را پیروز شدند جان سینا بعد مسابقه در وسط رینگ مقابل ۷۵ هزار نفر از نیکی بلا خواستگاری کرد، در ۱۵ آوریل ۲۰۱۸ نیکی بلا از عروسی زده شد و عروسیش با جان سینا را که برای ۵ مه ۲۰۱۸ برنامه‌ریزی شده بود لغو کرد.
درحال حاضر نیکی بلا دوست دختر آرتم چیگوینسو رقصنده روسی و پارتنر سابق رقص او در مسابقات رقص Dancing with the Stars است.
نیکی و آرتم در ۳ ژانویه ۲۰۲۰ نامزد کردند و اولین فرزندشان در ۳۱ ژوئیه ۲۰۲۰ بدنیا آمد.

## فیلمنامه

### فیلم
| عنوان فیلم                                 | سال  | نقش                  |
| ------------------------------------------ | ---- | -------------------- |
| Confessions of a Womanizer                 | ۲۰۱۴ | اریکا                |
| The Flintstones & WWE: Stone Age SmackDown | ۲۰۱۵ | نیکی بولدر (صداپیشه) |

### تلویزیون
| عنوان برنامه                | سال          | نقش    |
| --------------------------- | ------------ | ------ |
| Meet My Folks               | ۲۰۰۲ و ۲۰۰۳  | ناشناس |
| Clash Time                  | ۲۰۱۱         | خودش   |
| Ridiculousness              | ۲۰۱۲         | خودش   |
| Total Divas                 | ۲۰۱۳ تا ۲۰۱۹ | خودش   |
| Psych                       | ۲۰۱۴         | خودش   |
| Unfiltered with Renee Young | ۲۰۱۵         | خودش   |
| Total Bellas                | ۲۰۱۶ تاکنون  | خودش   |
| Dancing with the Stars      | ۲۰۱۷         | خودش   |
| Celebrity Ninja Warrior     | ۲۰۱۸         | خودش   |
| Drop the Mic                | ۲۰۱۸         | خودش   |
| Miz & Mrs                   | ۲۰۱۸         | خودش   |

### موزیک ویدیو
| نام موزیک ویدیو       | سال  | آرتیست     |
| --------------------- | ---- | ---------- |
| Right Side of the Bed | ۲۰۰۴ | گروه اترو  |
| Na Na                 | ۲۰۱۴ | تری سانگز  |
| Hollywood             | ۲۰۱۷ | سوفیا گریس |

## افتخارات
- افتخارات پرو رسلینگ ایلوستریتد

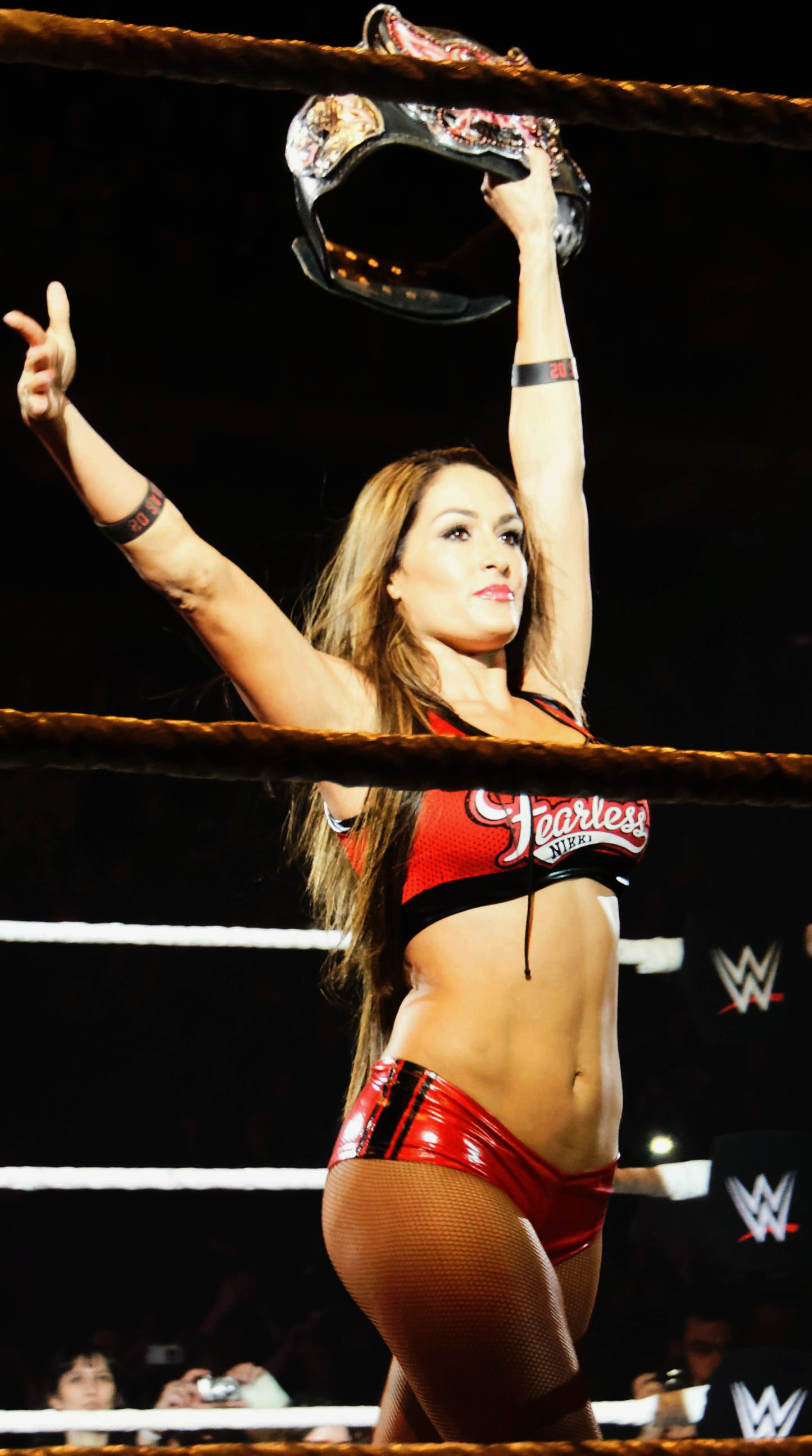
نیکی بلا با ۳۰۱ روز نگه داری تایتل دیواز در طول تاریخ رکورد دار است

قرارگیری در رنکینگ شماره ۱ از ۵۰ تا تاپ کشتی‌گیر زن برتر سال (2015)
- افتخارات در رولینگ استون

کشتی‌گیر زن سال (2015)
- افتخارات در تین چویس آواردز

انتخاب شدن به عنوان زن ورزشکار سال به همراه بری بلا (۲۰۱۶)
- افتخارات خبرنامه رسلینگ آبزرور

بدترین فیود سال (۲۰۱۴) مقابل بری بلا
بدترین فیود سال (۲۰۱۵) تیم PCB مقابل تیم B.A.D مقابل تیم بلا
بدترین مسابقه سال (۲۰۱۳) کارما، ایوا ماری، جو جو، نیومی، و ناتالیا مقابل ای جی لی، اکسانا، آلیشا فاکس، کیتلین، روزا مندز، سامر ری و تأمینا اسنوکا در ۲۴ نوامبر
- دبلیودبلیوای

قهرمانی کمربند دبلیودبلیوای دیواز (۲ بار)
اسلمی کشتی‌گیر زن سال (۲۰۱۳٬۲۰۱۵) اسلمی سال ۲۰۱۳ همراه با خواهرش بری بلا بود.